# Michel Majerus
Michel Majerus (* 9. Juni 1967 in Esch-sur-Alzette, Luxemburg; † 6. November 2002 in Niederanven) war ein luxemburgischer, installativ arbeitender Maler und Bildhauer. Bekannt wurde er vor allem durch die entgrenzende Kombination von Motiven der Kunstgeschichte mit denen der populären Massenkultur.

## Leben und Werk
Michel Majerus studierte von 1986 bis 1992 an der Staatlichen Akademie der Bildenden Künste in Stuttgart. Gleich danach zog er nach Berlin, wo er – unterbrochen durch einen einjährigen Aufenthalt in Los Angeles im Jahr 2001 – bis zu seinem frühen Tod lebte und arbeitete.
Auf seinen Bildern finden sich Motive oder Figuren aus beliebten Computerspielen, wie beispielsweise Super Mario, ein Porträt des Rockstars Marilyn Manson, und gleichzeitig z. B. expressive Pinselstriche, die an die Malerei von Willem de Kooning erinnern. Auch die Zeichnung einer molekularen Kette oder verfremdete Logos großer Unternehmen sind für Majerus überaus leinwandtauglich. Mit seinem unbekümmert spielerischem Zugriff auf die realen und digitalen Bildwelten stellt sich der Künstler dem Erbe der Pop Art. Beispielhaft dafür ist sein Bild ohne Titel von 1996, auf dem Andy Warhols Skull sich in den für Gerhard Richter charakteristischen Farben präsentiert.
Beachtet wurde Majerus 1998 mit seinen Beiträgen für die Manifesta 2 in Luxemburg. Majerus wandfüllendes Bild yet sometimes what is read successfully, stops us with its meaning, no. II sprengte nicht nur den für Malerei üblichen (Größen)Rahmen, sondern sorgte auch mit seiner Verortung im Foyer eines Kinos für Aufsehen. Ein überdimensionierter Sneaker, der dem Betrachter entgegenzutreten scheint, wird von in Popfarben gestalteten Wellen eingefangen. 1999 dann lud Harald Szeemann Michel Majerus im Rahmen der Biennale Venedig ein, die Außenfassade des italienischen Pavillons zu gestalten. Unter dem Titel Sun in 10 different directions schuf er eine Text-Bild-Collage.

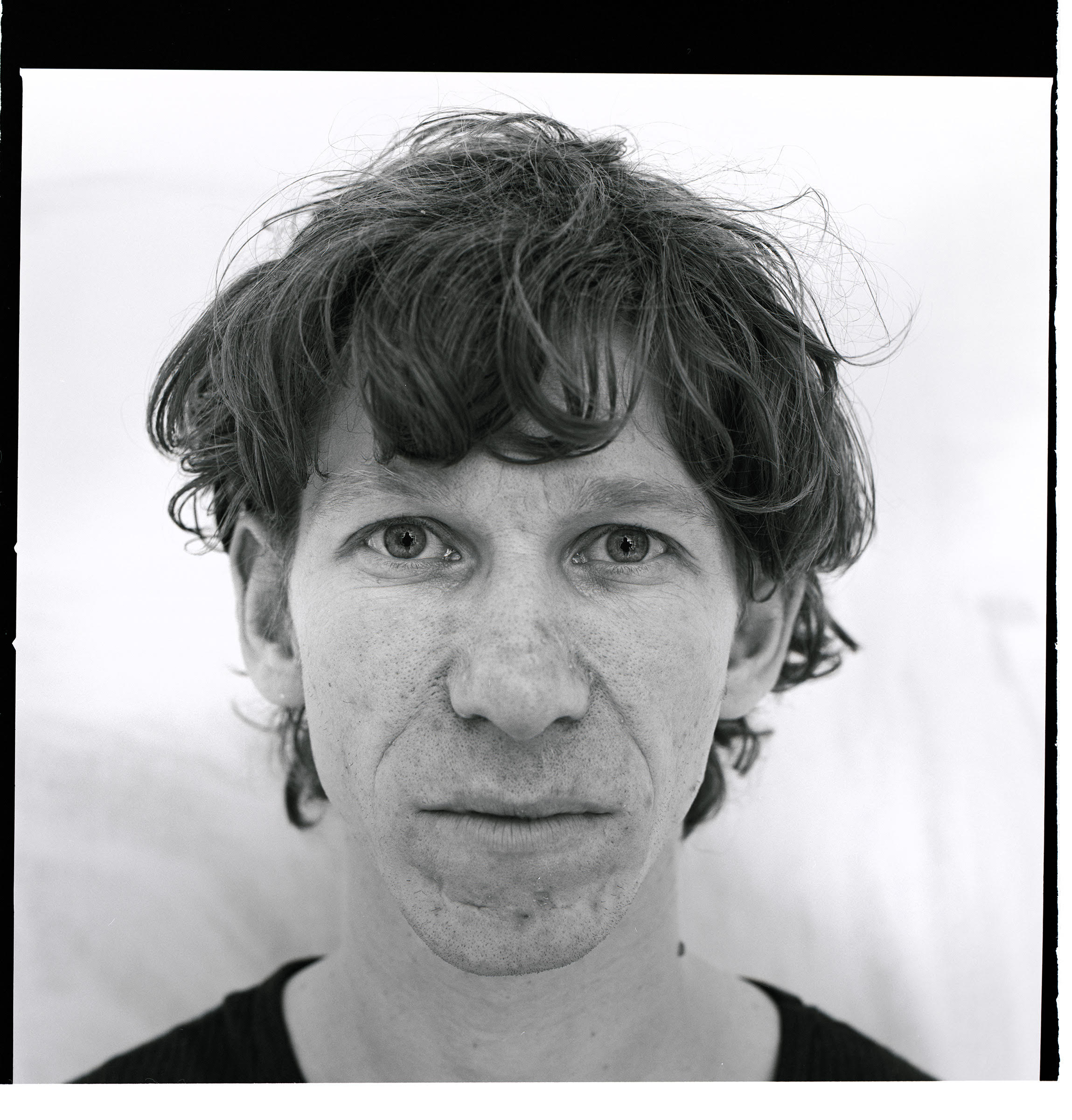
Michel Majerus, fotografiert von Oliver Mark, Berlin 2000

Einen wichtigen Schritt seine Malerei dreidimensional werden zu lassen, unternahm Majerus 2000 auf Einladung von Udo Kittelmann im Kölnischen Kunstverein. Dort führte er auf der Oberfläche einer Halfpipe das mit 455 m2 größte seiner Bilder unter dem Titel if we are dead, so it is aus. Die während der Dauer der Ausstellung von Skatern häufig besuchte Halfpipe war bedruckt mit Textfragmenten wie fuck the intention of the artist sowie miteinander überlagernden Ovalen, die ebenso schwungvoll wirken wie die Bewegungen der Skater. Daneben verwendete Majerus Motive aus der Konsumwelt wie beispielsweise eine zerbeulte Bauhaus-Tüte oder eine verknickte Smarties-Schachtel.
In der Berliner Galerie neugerriemschneider, die Majerus seit 1994 vertrat und heute den Nachlass betreut, zeigte er 2002 mit seiner Installation controlling the moonlight maze einen Höhepunkt seines Schaffens. Ein metallischer Rahmen umspannt den Raum und dient als Gerüst oder auch als Einfassung für vier Bilder, die auf variierenden Trägern und in unterschiedlichen Techniken ausgeführt sind. Er zeigt an, dass es sich hier nicht mehr um ein zweidimensionales Bild, sondern um einen dreidimensionalen Bildraum handelt.
2002 starb Michel Majerus bei einem Flugzeugabsturz kurz vor der Landung einer Linienmaschine auf dem Weg von Berlin nach Luxemburg.
Sein Werk wurde seitdem in mehreren retrospektiven Einzelausstellungen gezeigt. 2005 widmete das Kunsthaus Graz Majerus eine Retrospektive. Es folgten Ausstellungen im Amsterdamer Stedelijk Museum, in der Kestner Gesellschaft, Hannover, in den Hamburger Deichtorhallen und 2007 im Musée d’Art Moderne Grand-Duc Jean, Luxemburg. Parallel dazu war sein Werk in zahlreichen internationalen Gruppenausstellungen vertreten. Von November 2011 bis April 2012 zeigte das Kunstmuseum Stuttgart eine über 100 Gemälde und Installationen umfassende Werkschau, die alle Facetten des Werks von Michel Majerus beleuchtete.

## Einzelausstellungen (Auswahl)
- 1994: gemälde, neugerriemschneider, Berlin
- 1996: Kunsthalle Basel, Basel; Galerie Monika Sprüth, Köln
- 1997: qualified, Galerie Gio Marconi, Mailand
- 1999: Thai-Ming, Galerie Asprey Jacques, London
- 2000: if we’re dead, so it is, Kölnischer Kunstverein, Köln
- 2001: Galerie Eleni Koroneou, Athen
- 2002: controlling the moonlight maze, neugerriemschneider, Berlin; Sozialpalast, Brandenburger Tor, Berlin (mit Thomas Bayrle); Leuchtland, Galerie Friedrich Petzel, New York; The space is where you’ll find it, Delfina, London
- 2003: pop reloaded, Hamburger Bahnhof, Berlin; 2004 Tate Liverpool, Liverpool
- 2005: what looks good today may not look good tomorrow, Kunsthaus Graz, Graz; Stedelijk Museum, Amsterdam; Kestner Gesellschaft, Hannover; Deichtorhallen, Hamburg; 2006 Musee d’Art Moderne, Luxemburg
- 2011: michel majerus, Kunstmuseum Stuttgart
- 2018: Michel Majerus – In EUROPE everything appears more serious than in the USA, Kunsthalle Bielefeld
- 2022: Michel Majerus: Early Works, KW Institute for Contemporary Art, Berlin.[1]
- 2022/2023: Michel Majerus Data Streaming, Hamburger Kunstverein